# Santa Maria della Concezione dei Cappuccini

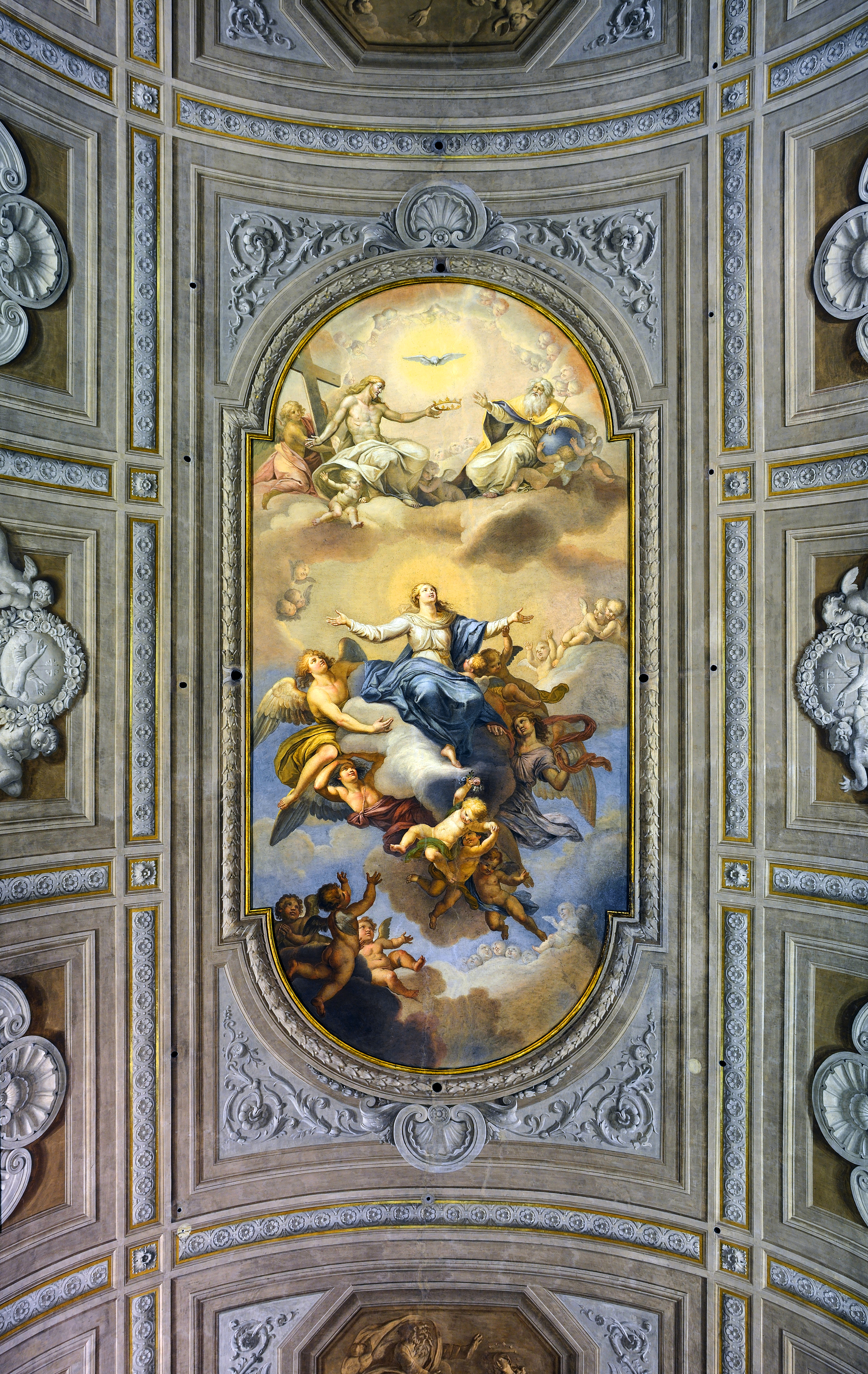
Fresco con una representación de la Asunción de María en el techo de la iglesia de Santa Maria della Concezione dei Cappuccin

Santa Maria della Concezione dei Cappuccini, o Nuestra Señora de la Concepción de los capuchinos, es una iglesia situada en Via Veneto, Roma, encargada por el papa Urbano VIII, cuyo hermano, Antonio Barberini, era un fraile capuchino. 

## Diseño
La iglesia fue diseñada por Antonio Casoni y fue construida entre el año 1626 y 1631. Está comprendida por una pequeña nave y algunas capillas laterales. Los contenidos de las capillas son bastante notables, una contiene el cuerpo de san Félix de Cantalicio y otra la tumba de Crispín de Viterbo. Varias obras maestras famosas adornan las capillas, como el Arcángel San Miguel de Guido Reni. 

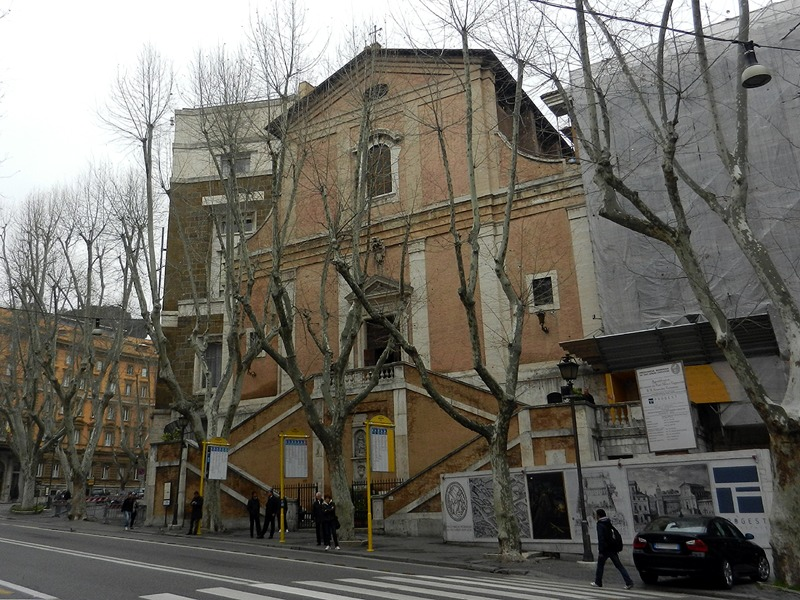
Exterior de la iglesia.

## Interior
La primera capilla tiene un retablo dramático de San Miguel Arcángel (c.1635) de Guido Reni, y Cristo burlado de Gherardo delle Notti. La segunda capilla tiene una Transfiguración de Mario Balassi y una Natividad (c. 1632) de Lanfranco. La tercera capilla tiene un San Francisco recibe estigmas de Domenichino. La cuarta capilla alberga una Oración en el Gesthemane (c. 1632) de Baccio Ciarpi. En la quinta capilla hay un San Antonio de Sacchi, quien también pintó la Aparición de la Virgen (1645). El monumento de la tumba de Alexander Sobieski fue esculpido por Camillo Rusconi. La tercera capilla tiene una Deposición de Andrea Camassei y una Estigmatización de San Francisco (c. 1570) de Girolamo Muziano. La segunda capilla tiene una Santa Felice da Cantalice de Alessandro Turchi, mientras que la primera tiene una pintura de San Pablo restaura la visión (c. 1631) de Pietro da Cortona.

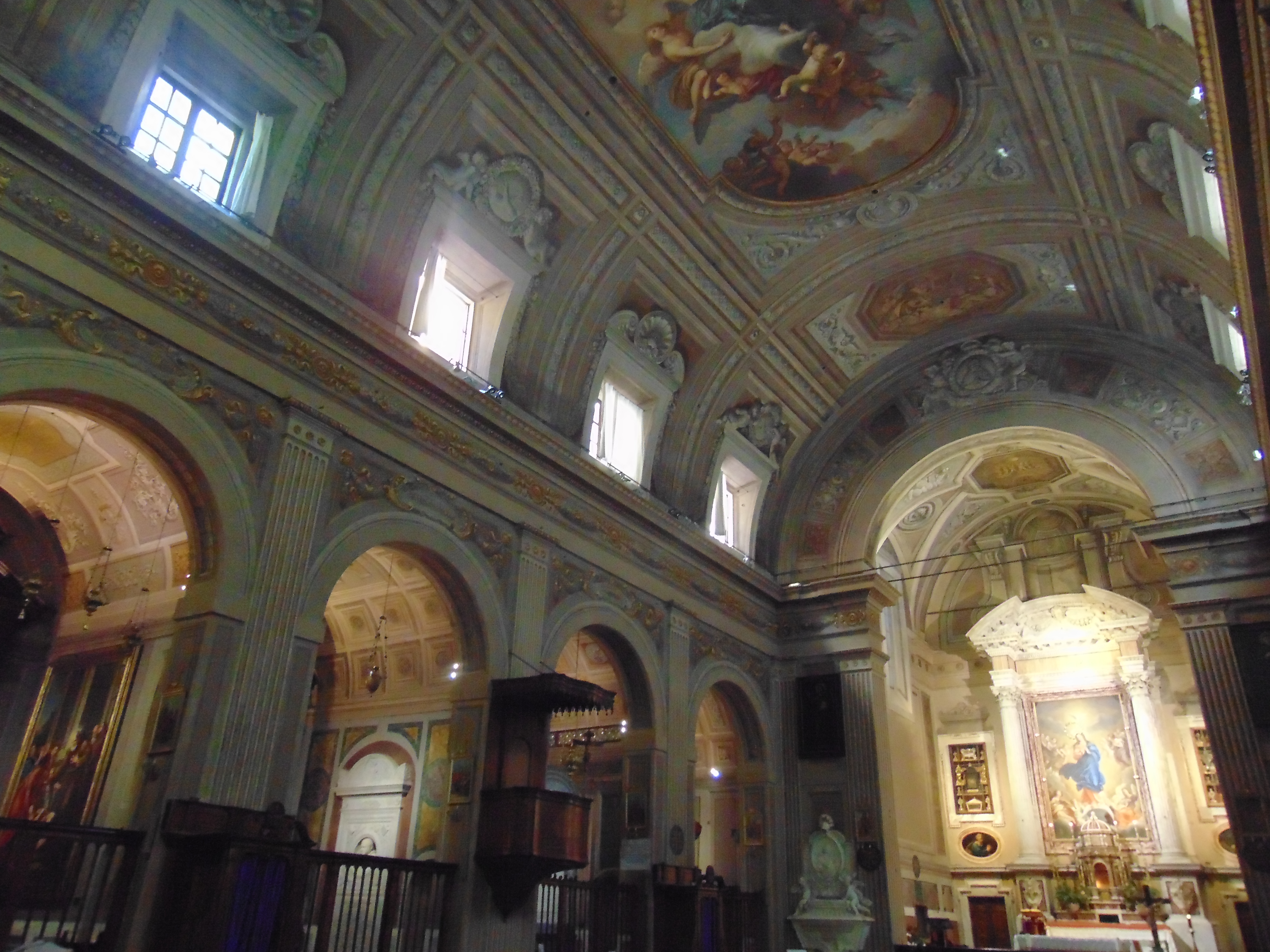
Interior de la iglesia.

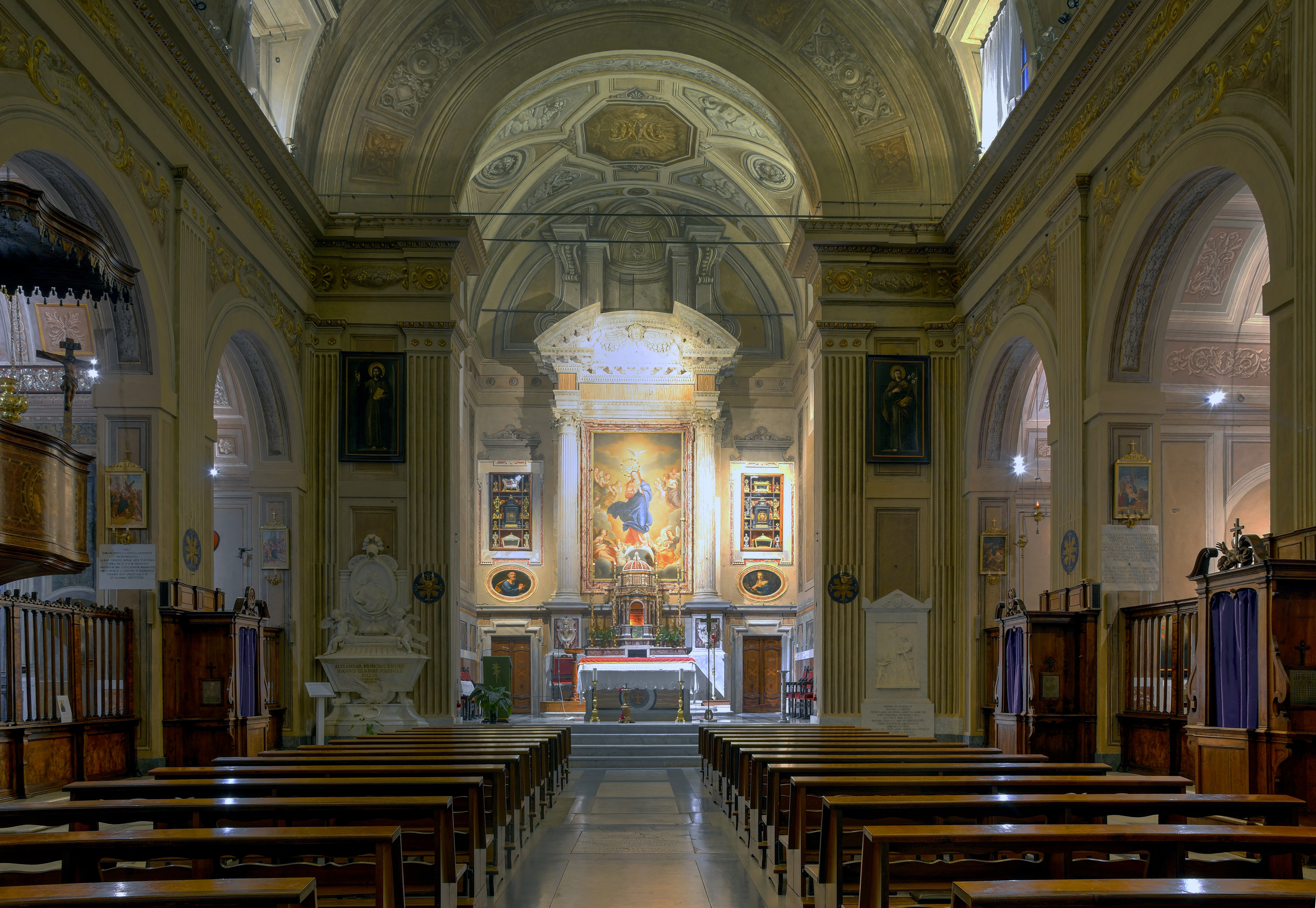
Nave central.

## Cripta
La cripta se encuentra justo debajo de la iglesia. El cardenal Antonio Barberini, miembro de la orden capuchina, ordenó en 1631 que los restos de miles de frailes capuchinos fueran exhumados y trasladados del convento Via dei Lucchesi a la cripta. Los huesos estaban dispuestos a lo largo de las paredes, y los frailes comenzaron a enterrar a sus propios muertos allí, así como a los cuerpos de los romanos pobres, cuya tumba estaba debajo del piso de la capilla de la misa actual. Aquí los capuchinos venían a rezar y reflexionar cada tarde antes de retirarse para pasar la noche.
La cripta, o el osario, ahora contiene los restos de 4.000 frailes enterrados entre 1500 y 1870, tiempo durante el cual la Iglesia católica permitió el entierro dentro y debajo de las iglesias. La cripta subterránea está dividida en cinco capillas, iluminadas solo por la tenue luz natural que se filtra a través de grietas y pequeñas lámparas fluorescentes. Las paredes de la cripta están decoradas con los restos de manera elaborada, haciendo de esta cripta una obra de arte macabra. Algunos de los esqueletos están intactos y cubiertos con hábitos franciscanos, pero en su mayor parte, se utilizan huesos individuales para crear diseños ornamentales elaborados.
La cripta se originó en un período de culto rico y creativo para sus muertos; Grandes maestros espirituales meditaron y predicaron con una calavera en la mano.
Una placa en una de las capillas dice, en tres idiomas: 

Como vosotros nosotros éramos; como nosotros vosotros seréis.

La popularidad de la cripta como atracción turística alguna vez rivalizó con las catacumbas de Roma.

## Imágenes de la cripta

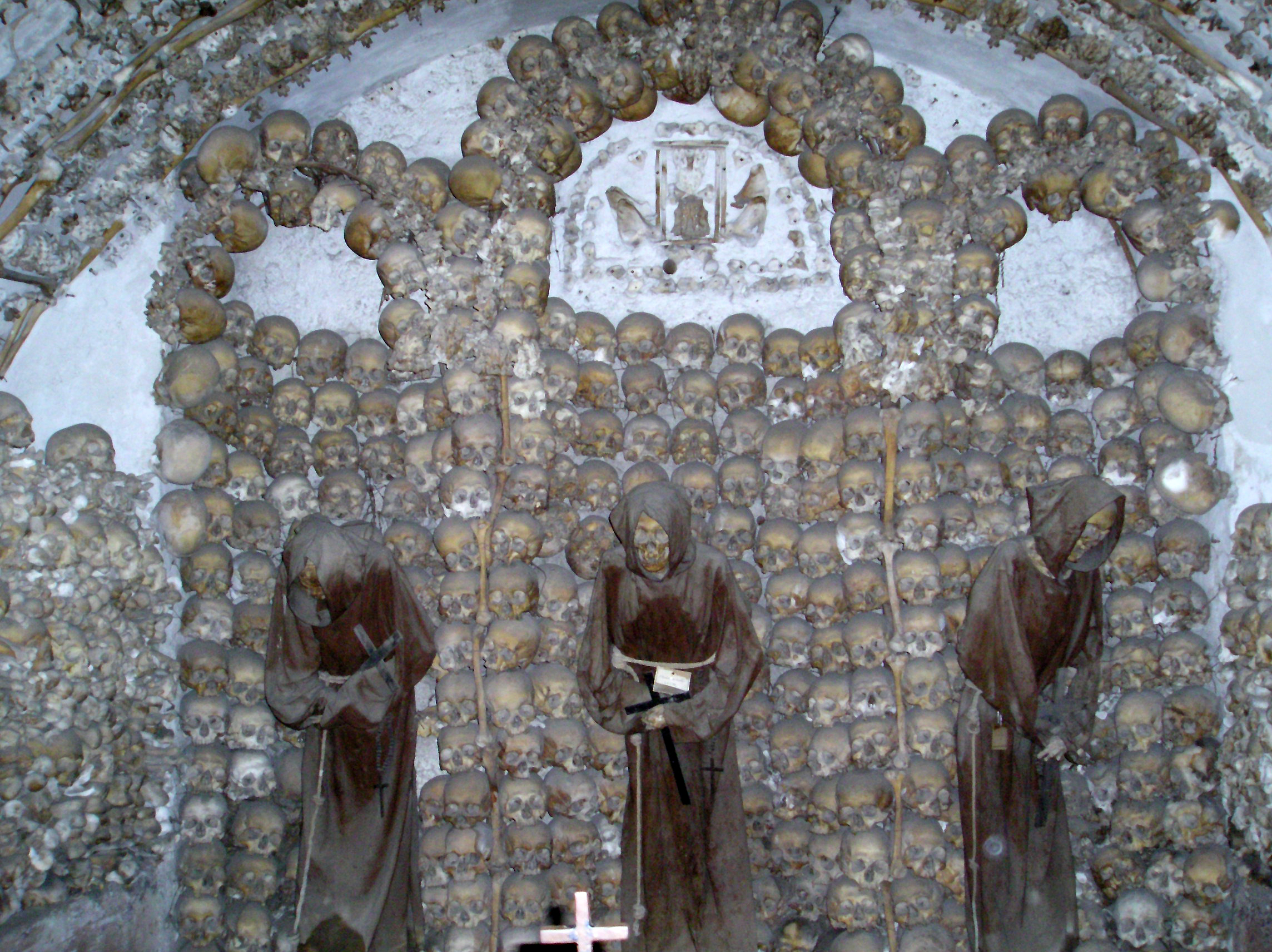
Segunda capilla.
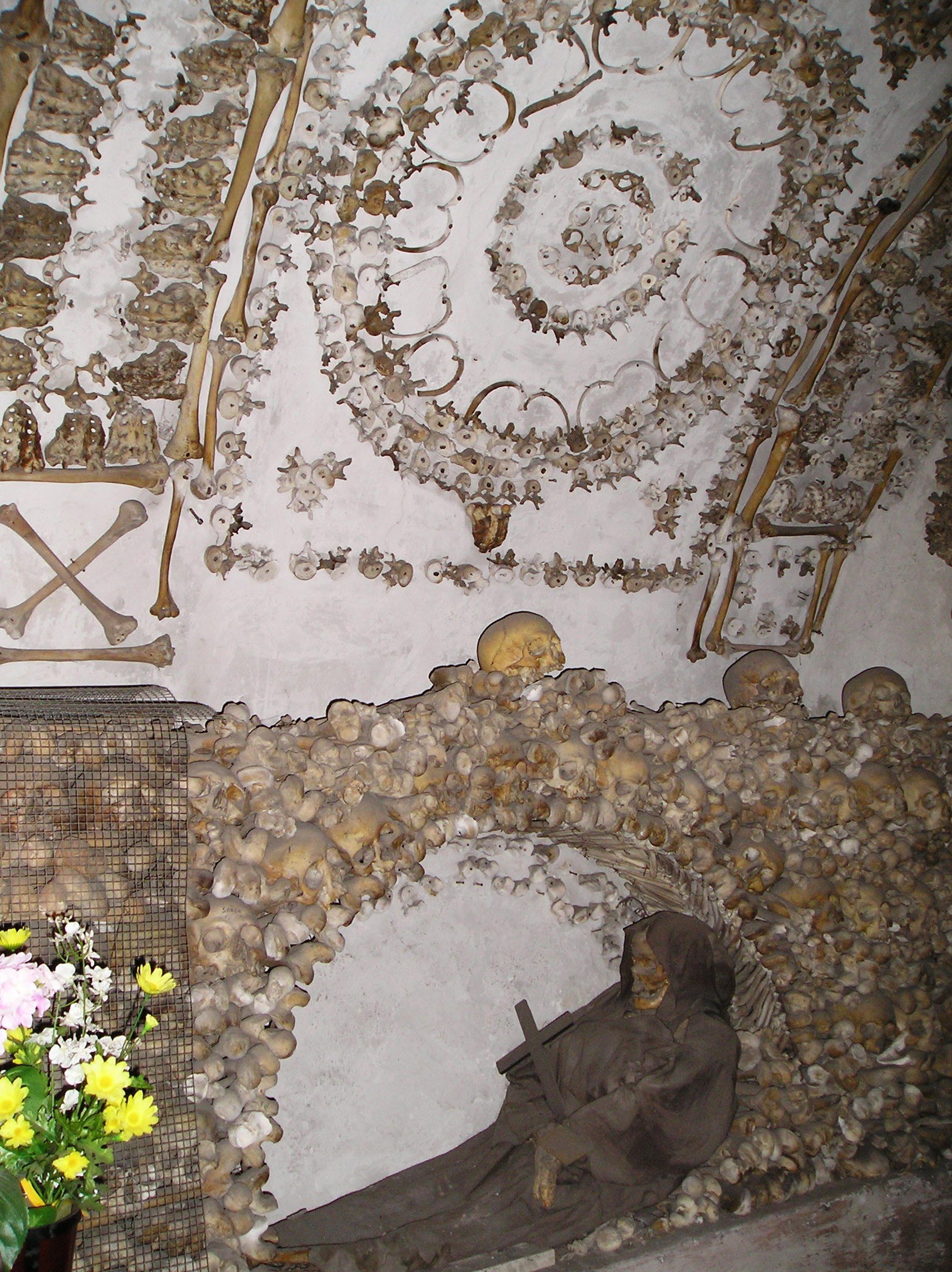
Detalle segunda capilla.
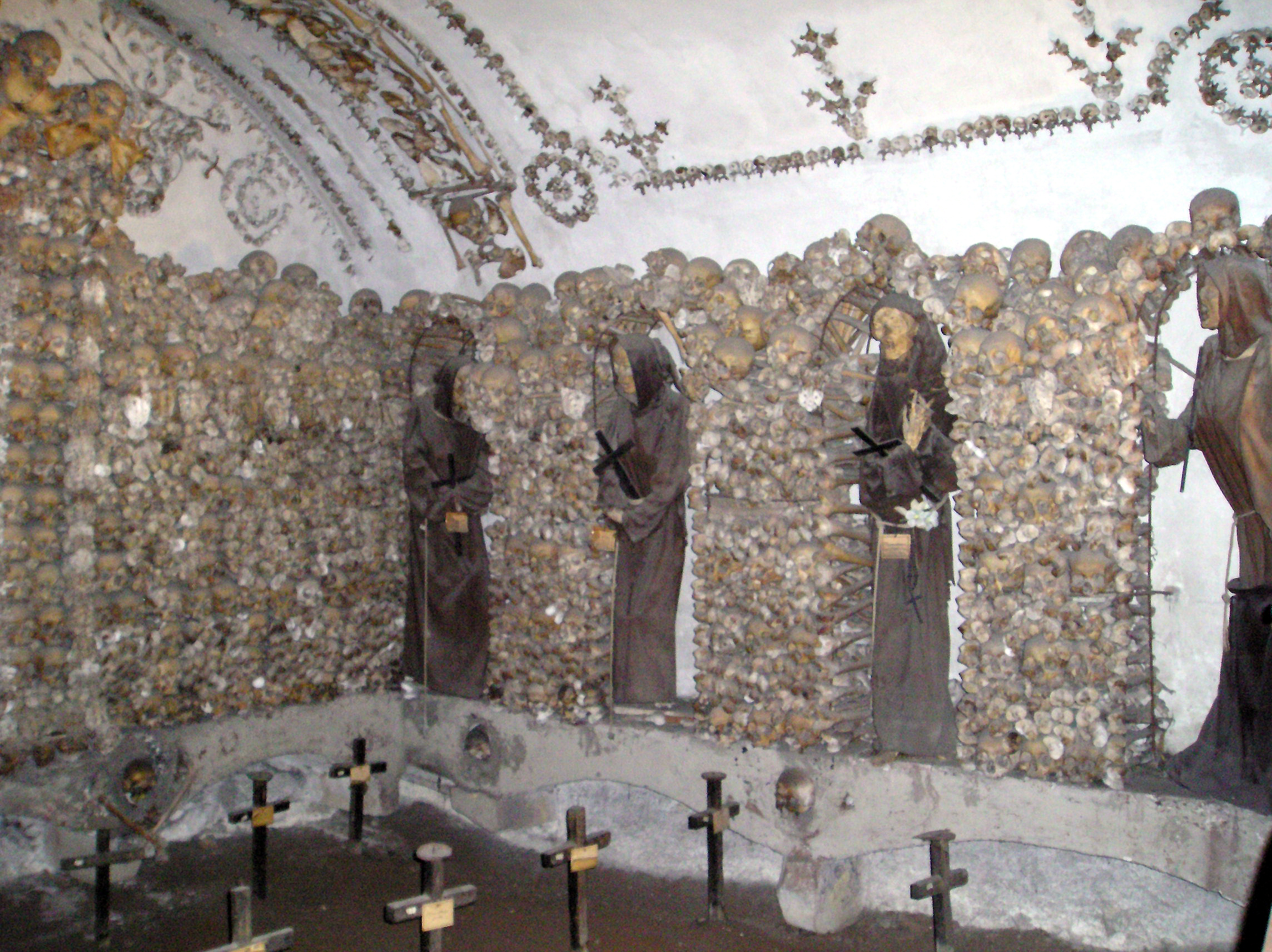
Cuarta capilla.
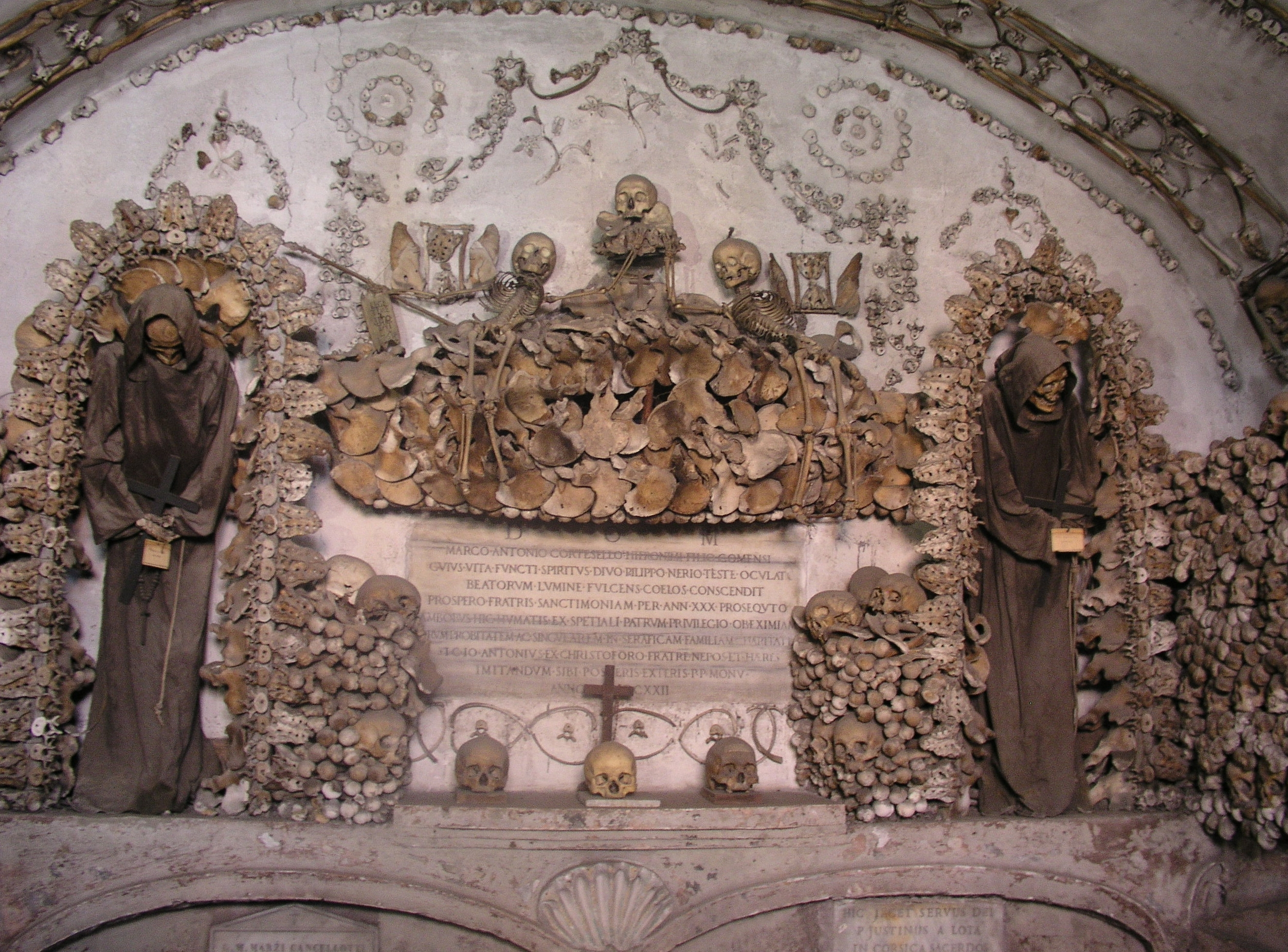
Osario en la cripta